# 470.
470. je osmo desetletje v 5. stoletju med letoma 470 in 479. 